# Chilam Balam
Chilam Balamböckerna (Siarnas hemligheter  eller Jaguarprofetens böcker), är en samling texter nedskrivna på yucatec-mayaspråk på 1700-talet av mayaindianerna på Yucatanhalvön i Mexiko och handlar om deras religion och historia. Chilam Balamböckerna ses som en värdefull källa till kunskap om den föreställningsvärld som formade den Mesoamerikanska mayakulturen.

## Bakgrund - innehåll
Det finns några få förkolumbianska glyfmanuskript kvar än idag som har stått i centrum för mayaforskningen under lång tid. Det existerar också manuskript, som är nedskrivna efter den spanska erövringen med latinska bokstäver på mayaspråk. Chilam Balamböckerna är en stor grupp av dessa och utgör en länk mellan dåtid, nutid och framtid - mellan den förkolumbianska tiden och nutiden. Chilam Balamböckerna innehåller texter som handlar om kosmologi, riter, mytologi, profetior, kalendrar och folkmedicin. Möjligen har de haft förebilder i nu förlorade glyfmanuskript. Texterna har en gåtfull ton och är inte lätta att förstå.

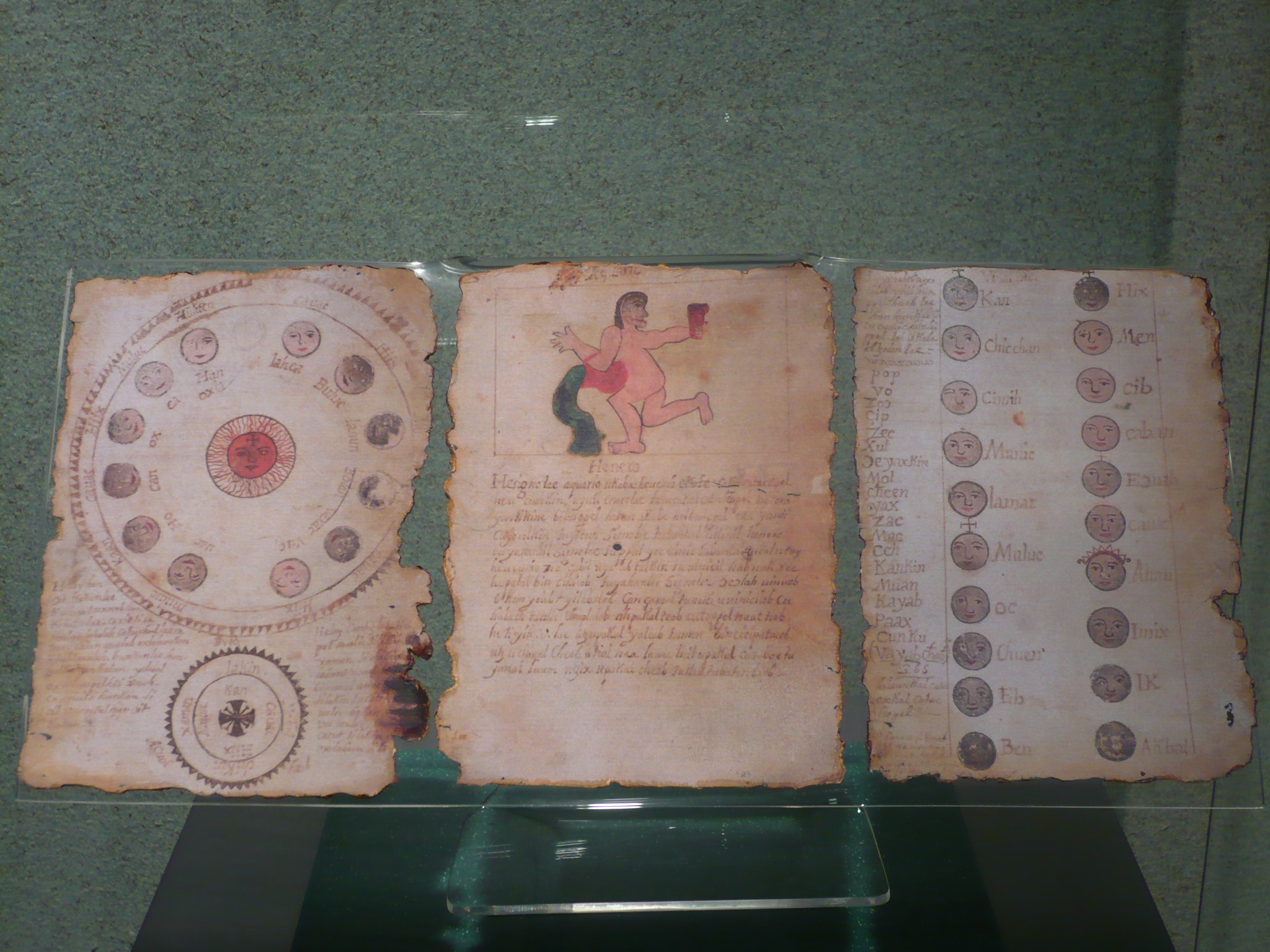
En kopia av Chilam Balam-texten från Ixil i Antropologiska museet, Mexico City.

### De viktigaste av kvarvarandeChilam Balamböckerna
- Maní
- Tizimín
- Chumayel
- Kaua
- Ixil
- Tusik
- Códice Pérez

## Kunskapsläget
Bodil L. Persson är en svensk forskare som utifrån dessa texter letat efter svar på frågor som vad det finns kvar av det gamla bland de cirka sex miljoner mayaindianer, som idag fortfarande lever i Centralamerika. Hon beskriver och analyserar det rituella bollspelet och människooffren. Hon presenterar även Cruzoob-sekten, med anhängare i dag på östra Yucatanhalvön, som en postkolonial religiös företeelse med rötter både i traditionell förkolumbiansk mayansk mytologi och katolicism.